# Toon Vandeurzen
Toon Vandeurzen (Genk, 14 maart 1992) is een Belgisch politicus voor CD&V.

## Biografie
Toon Vandeurzen is de zoon van Jo Vandeurzen, die onder meer partijvoorzitter van CD&V en federaal minister van Justitie en Vlaams minister van Welzijn was.
Hij studeerde in 2016 af als master in de rechten aan de Katholieke Universiteit Leuven. Na zijn studies ging hij van mei 2017 tot november 2019 aan de slag als adviseur in het handelsrecht en het economisch recht op het kabinet van toenmalig minister van Justitie Koen Geens. In die hoedanigheid werkte hij mee aan het opstellen van het Wetboek van Vennootschappen en Verenigingen. Vervolgens was Vandeurzen van november 2019 tot mei 2022 juridisch adviseur op het kabinet van Wouter Beke, Vlaams minister van Volksgezondheid, Welzijn en Gezin, en van mei 2022 tot juni 2024 juridisch adviseur op het kabinet van Jo Brouns, Vlaams minister van Werk, Economie en Landbouw.
Vandeurzen stelde zich bij de gemeenteraadsverkiezingen van oktober 2018 voor het eerst kandidaat en werd verkozen in de gemeenteraad van Genk. Hij werd er onmiddellijk aangesteld tot schepen en was van januari 2019 tot december 2024 bevoegd voor Economie, Duurzame Ontwikkeling, Leefmilieu en Ruimte. Na de verkiezingen van oktober 2024 keerde Vandeurzen niet meer terug naar het schepencollege om zich toe te leggen op zijn functies als parlementslid. Hij bleef wel zetelen als gemeenteraadslid.
Bij de Vlaamse verkiezingen van 9 juni 2024 werd Vandeurzen vanop de derde plaats van de Limburgse kieslijst van CD&V verkozen in het Vlaams Parlement. Hij werd er vast lid van de commissies Welzijn, Volksgezondheid, Gezin, Armoedebestrijding en Gelijke Kansen en Algemeen Beleid, Financiën, Begroting, Justitie en Onroerend Erfgoed.